# Calypso
Calypso là một chi thực vật có hoa trong họ Lan.